# ARA Salta (S-31)
El ARA Salta (S-31) (SUSA) es un submarino de ataque tipo 209/1200 (denominada clase Salta por Argentina) de la Armada Argentina, incorporado en 1974, sin aptitud para operar y utilizado como plataforma de adiestramiento de los submarinistas en la Base Naval Mar del Plata.
Es el tercer buque en llevar el nombre de la provincia de Salta. Por norma en Argentina todo submarino lleva el nombre de una provincia argentina cuyo nombre comienza por la letra ese.
Es un submarino oceánico, de propulsión diésel-eléctrica para ataque y destrucción de unidades de combate, de superficie, submarinos y tráfico de mercantes, mediante el uso de torpedos. Además puede realizar, importantes tareas accesorias como reconocimiento, minado y transporte de fuerzas de operaciones especiales. Uno de los requerimientos de la Armada al disponer de su contratación, era que los submarinos de esta clase debían tener la capacidad de operación en inmersión no inferior a los 50 días.

## Construcción
En el año 1969 Argentina contrató al astillero alemán Howaldtswerke-Deutsche Werft para la construcción de dos submarinos tipo 209. El Salta llegó a Argentina en secciones y en el astillero Tandanor fue ensamblado y soldado. Fue botado el 21 de noviembre de 1972, siendo su madrina Juliette de Spangemberg, esposa del gobernador de Salta, provincia de la que el buque toma su nombre, de acuerdo a las normas internas de la Armada Argentina a la que asigna a los submarinos nombre de provincias que comiencen con la letra ese. En esa ceremonia la provincia de Salta le entregó el Pabellón de Guerra, confeccionado por damas salteñas y un escudo heráldico de la provincia.
Se incorporó a la Fuerza de Submarinos el 10 de julio de 1974 y se afirmó su Pabellón a su bordo el 23 de agosto de 1974. Su apostadero habitual es la Base Naval Mar del Plata.

## Servicio activo
El ARA Salta se desplazó en 1978 a la zona del canal Beagle por la crisis entre Argentina y Chile.

### Actividades durante la guerra de las Malvinas
Al iniciar la guerra de las Malvinas, el S-31 se encontraba en Puerto Madryn donde técnicos franceses le realizaban mantenimiento. Al poco tiempo de la toma de las Malvinas, los sujetos abandonaron el país sin finalizar su trabajo. Los submarinistas advirtieron que el ARA Salta producía sonidos tanto en inmersión como en superficie, por lo que el comandante de la Fuerza de Submarinos lo dispuso a revisión en dique seco en la Base Naval Puerto Belgrano. Para colmo de males, el comandante se vio obligado a dejar el cargo por problemas de salud. Fue reemplazado por el capitán de fragata Roberto Salinas, quien ya había comandado al S-31 dos años antes. Mientras tanto, el segundo comandante de la nave condujo al Salta en otra salida de pruebas en aguas de Bahía Blanca. Dado que persistían los ruidos en el buque, pasó nuevamente a mantenimiento. Tras dos semanas, el buque salió nuevamente, pero apenas hubo marchado por el canal de salida de la base, retornó por la presencia de un submarino británico en la zona.
El Salta se sometió a una reparación de media vida en el astillero Ministro Manuel Domecq García entre 1989 y 1995.
El día 31 de octubre de 2001 el ARA Salta disparó un torpedo contra un pesquero en desuso.
El submarino recibió nuevamente reparaciones del astillero Domecq García entre 2004 y 2005.
Entre sus despliegues, la unidad integró las ediciones 2006 y 2008 del ejercicio combinado Fraterno, y las ediciones 2007 y 2008 del UNITAS.

### Década de 2010

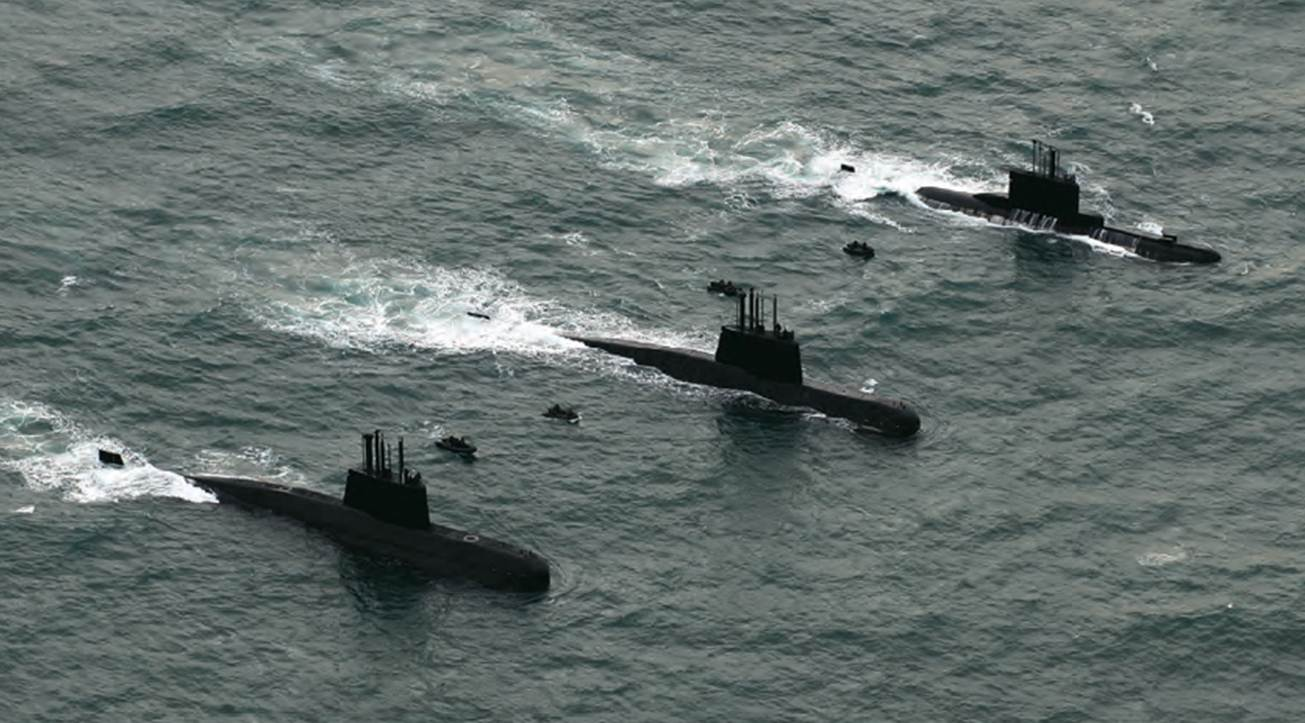
Submarinos argentinos ARA Santa Cruz (S-41), ARA San Juan (S-42) y ARA Salta (S-31) en unas maniobras militares en el año 2015.

Las actividades operativas eran variadas. La participación en ejercicios conjuntos y combinados fue una constante, realizando despliegues en diferentes puntos del mar argentino.
Tras el normal desgaste de la unidad, durante el 2013 el submarino se vio sometido a importantes tareas de mantenimiento en el Astillero SPI, ubicado en Mar del Plata, con lo cual, sumado al trabajo de su personal, logró recuperar sus capacidades operativas. Ya en 2014 se realizaron en forma exitosa las pruebas de navegación correspondientes, entre las cuales se dio un incidente mientras regresaba al puerto marplatense cuando la nave emergió en medio de una competencia de veleros., aunque esta noticia no tiene mucho sentido, dado que la regata de veleros clase optimist no se alejan a mas de 5 millas de la costa donde la profundidad no supera los 7 metros, y el submarino tiene un calado de 5,50 metros, es practicamente imposible que haya emergido
El submarino en 2020, se encuentra sin capacidad de navegación. A 2022 el submarino sigue en servicio, como plataforma de entrenamiento de buzos tácticos (Buzos Tácticos) de la Armada Argentina; también para otros ejercicios de perforación y entrenamiento submarino básico.